# Рабство в Румынии

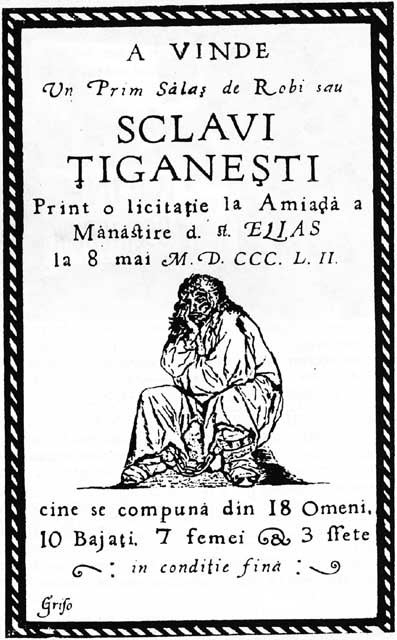
Объявление 1852 года о продаже цыган-рабов на аукционе. г. Бухарест, Валахия

Ра́бство в Румы́нии (1385—1856) и румынских землях (Робие, рум. Robie) имело своеобразный характер и просуществовало до 1864 года. Рабами в Дунайских княжествах исторически были преимущественно цыгане (Валахия, Трансильванское княжество, Буковина) и, в меньшей степени, цыгане-мусульмане, жившие рядом с буджакскими татарами и ногайцами (Молдавское княжество). Рабство в Румынии, на тот момент являвшейся вассалом Османской империи, было законодательно запрещено только в феврале 1856 года, фактически же оно исчезло лишь в середине 1860-х. При этом наряду с рабами в румынских землях существовали крепостные крестьяне-румыны (известные как цараны, вечины, холопы); а в Трансильвании — «румыны», йобаги и др.) Основу местного господствующего класса (бояре) составляли этнические румыны (в Валахии и Молдавии), а в Трансильвании — этнические венгры.

## История
Несмотря на все сложности статистического учёта, а также социально-политические противоречия в стране, Румыния является крупнейшим и самым известным в мире регионом цыганской культуры. Это обстоятельство не случайно. Цыгане селились в средневековых румынских землях в необычайно больших количествах. Сюда их несомненно влекла бо́льшая толерантность романского населения, сохранившегося здесь со времён античности. И действительно, по сравнению с валахами, также частично занимавшимися кочевым скотоводством, более поздние народы, осевшие на Балканах, были гораздо менее терпимы к кочевому образу жизни цыган, их языку и культуре.
Румынские цыгане в настоящее время насчитывают не менее двух миллионов человек. Первые цыгане проникли в румынские земли в XII веке с юга. Начиная с XIII века цыгане оказались в положении рабов у местных румынских и венгерских бояр. Именно тогда началось их постепенное закабаление местной славяно-романской верхушкой в очень своеобразной форме, напоминающей рабство в Бразилии. Первое письменное упоминание о рабах цыганской национальности в Румынии появилось третьего октября 1385 года. В разное время выдвигались также гипотезы о том, что цыган в Румынию поставляли монголы или турки, пригнавшие их из Азии. После превращения Румынии в вассала Османской империи, страна стала частью средиземноморской работорговли со странами Магриба.

### Цыганские сословия
Особого внимания заслуживает сложная классификация румынских цыган, развившаяся за более чем 5 столетий существования рабства в Румынии.
По своей принадлежности определённому классу владельцев цыгане-рабы делились на три категории. Самую «элитную» и малочисленную часть составляли господские цыгане (также «божьи цыгане», в старорумынской терминологии «цыгань домнешть»), принадлежавшие валашским правителям и молдавским господарям (князьям). За ними следовала, также не особенно многочисленная, группа монастырских или церковных цыган («цыгань мэнэстирешть»), но наиболее многочисленными были боярские цыгане румынских и венгерских помещиков-землевладельцев.
Внутри каждой из трёх категорий имелись оседлые (вэтраши) и полукочевые (лэйаши) группы цыган, причём последним дозволялось кочевать по стране по нескольку месяцев, но раз или два в год они были обязаны возвращаться к боярину для уплаты оброка. В этом плане они сходны с мексиканскими подёнщиками-хорналерами.
Интересно, что цыганские касты, принесённые из Индии, продолжали сохраняться по настоянию румынских бояр в несколько видоизменённом «полупрофессиональном» виде на всём протяжении периода существования рабства, и даже после его отмены. Во времена максимального расцвета рабства в Дунайских княжествах, как некогда в Римской империи, цыгане жили при каждом, даже самом захудалом, господском дворе. Среди них были и музыканты, которые отмечали все события жизни (праздники, свадьбы, похороны), кузнецы, повара и прочие.
В Румынии сформировались следующие профессиональные сословия цыган:
- калдераши (букв. «медных дел мастера»),
- лэутары («музыканты»),
- бояши или лингурары («ложечники»)
- урсары («медвежатники»),
- фьерары («кузнецы»), а также «подковари».

С самого начала истории рабства в Румынии, много рабов, как в Римской Дакии, трудились в соляных и рудных шахтах. Женщины-цыганки, принадлежавшие боярам, были служанками, часто наложницами своих господ. Официальные браки между румынами и цыганами не поощрялись, однако внебрачные дети от таких союзов наполняли улицы румынских городов, обостряя проблему детского беспризорничества, сохраняющуюся до наших дней. Подобная проблема остро стояла в Бразилии и других латиноамериканских странах, долгое время культивировавших институт пласажа.

## Отмена рабства

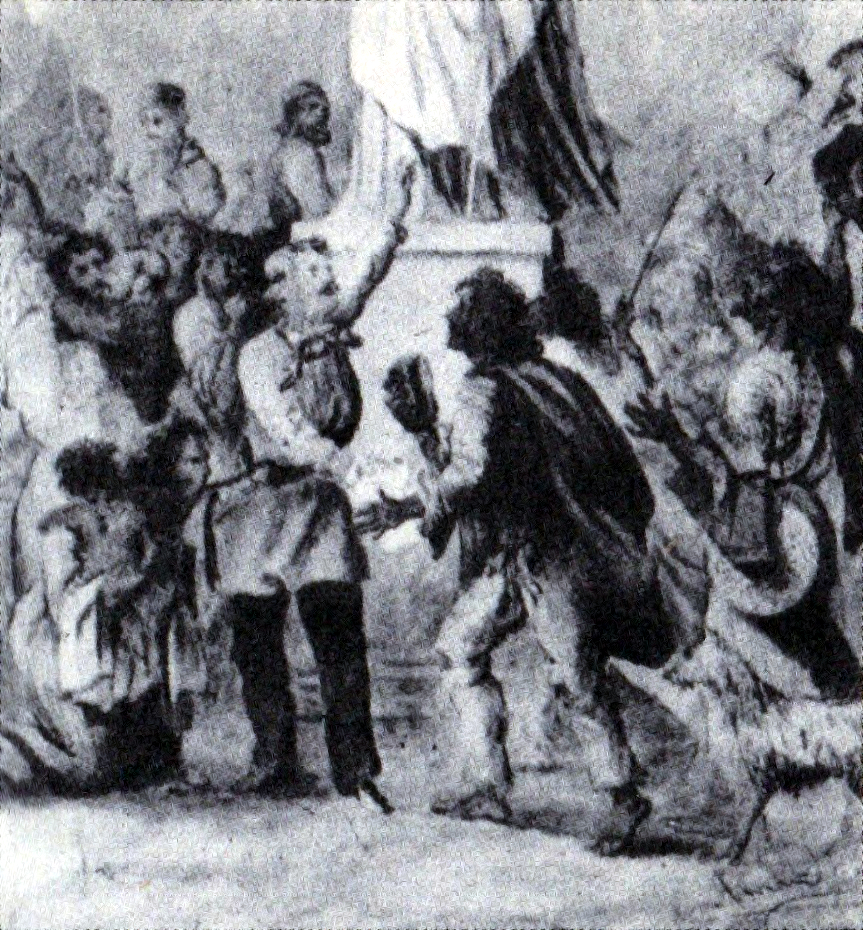
Аллегорический шарж 1845 года, призывающий к освобождению цыган. Художник Теодор Аман.

Отмена рабства в Румынии произошла не из-за освободительного движения самих рабов, а в результате усилий ряда румынских интеллектуалов и прогрессивных политических деятелей, действовавших по причинам гуманистического и политического характера.
Процесс отмены рабства в Румынии растянулся почти на столетие, начиная с 1783 года, когда был введен в действие закон, отменявший цыганское рабство в Буковине. Два года спустя было отменено рабство трансильванских цыган из Ардяла.
Первые требования были выдвинуты в 1837—1838 годы, до этого никто не ставил вопрос об эмансипации столь многочисленного населения. К 1845 году, в канун революции 1848 года, идея раскрепощения цыган начала приобретать все больше сторонников.
В ходе революции 1848 года в Дунайских княжествах одним из главных требований революционеров была отмена рабства.
Ведущие румынские интеллектуалы, такие как Михаил Когэлничеану и Ион Кымпиняну, который в 1837 году стал первым из бояр, добровольно освободившим своих рабов, — повели энергичную аболиционистскую кампанию в прессе и в публичных выступлениях.
Так как гуманистические аргументы в пользу полной отмены рабства цыган нашли слабый отклик среди их владельцев, румынские аболиционисты в своей агитации сделали упор на экономической неэффективности института рабства.
Историк Виорел Аким рассказывает об искусной тактике, которую использовали румынские аболиционисты:

«Отношение к идее отмены рабства было довольно сдержанным, так как крупные бояре, которые одновременно были и крупнейшими владельцами цыган-рабов, не хотели расставаться со статусом рабовладельцев, вопреки тому, что рабство было нерентабельным. Поэтому одним из аргументов интеллектуалов-аболиционистов была как раз экономическая нерентабельность рабства. Содержание целых армий рабов при крупных боярских хозяйствах стоило намного дороже, чем реальные доходы от бесплатного, на первый взгляд, труда этих людей. И когда после 1850 года бояре осознали необходимость освобождения цыган, произошло это не столько по гуманистическим, сколько по экономическим причинам».

Поскольку речь шла об освобождении и интеграции в гражданское общество весьма значительного количества людей, насчитывавшего 200—250 тысяч человек и к тому же состоявшего из ряда групп, сильно различавшихся по своему статусу, освобождение цыган стало длительными и сложным процессом.
Как рассказываем Виорел Аким:

«Освобождение цыган-рабов было сложным процессом, потому что было несколько категорий рабов. Если освобождение государственных рабов произошло быстро и довольно рано, в 1843—1844 годах, то в случае рабов, принадлежавших монастырям и частным владельцам, процесс шел сложнее. И это, потому что речь шла о собственности. Реформы, которые румынское общество начало осуществлять, были нацелены на укрепление собственности и преобразование ее в буржуазную собственность. В 1844—1847 годах государству удалось путем специальных законов обязать монастыри и остальные церковные учреждения освободить своих цыган. Оппозиция со стороны церкви была незначительной. Зато большой проблемой стало освобождение частных рабов, и государству снова пришлось вмешаться и даже проявить изобретательность. Можно сказать, что был создан механизм, который поощрял рабовладельцев освобождать цыган, продавая их государству. Государство выкупало цыган-рабов по цене рынка рабов, а потом освобождало, предоставляя им статус свободных людей».

Последние акты об отмене рабства в Румынии были подписаны в 1861 году.

## Последствия
После отмены рабства в Дунайских княжествах свободу получили не менее 250 тыс. цыган, или около 10 % населения. В Российской Бессарабии 1858 года перепись также учла 11 074 цыганских рабов. Освобождение цыган не улучшило их экономического положения. Как и в Бразилии, освобождённые рабы не получили земли и были вынуждены пополнить ряды городской бедноты или же модифицировать сферу своей деятельности. Например, фьерары совмещали подковку коней с конокрадством.